# Denis Gremelmayr
Denis Gremelmayr (født 16. august 1981 i Heidelberg, Vesttyskland) er en tysk tennisspiller, der blev professionel i år 2000. Han har, pr. maj 2009, endnu ikke vundet nogen ATP-turneringer.